# Hero Elementary
Hero Elementary američko-kanadsko je animirana dečja televizijska serija. Za razliku od originalne serije, svaka epizoda traje 11 minuta s dva segmenta.

## Emitovanje
Serija se premijerno emitovala 1. jun 2020. u Američki na kanalu PBS Kids.

## Uloge i likovi
- Veronica Hortiguela: Lucita Sky
- Jadiel Dowlin: AJ Gadgets
- Stephany Seki: Sara Snap
- Stacey DePass: Benny Bubbles
- Carlos Diaz: Mr. Sparks

## Spoljašnje veze
- Hero Elementary na sajtu  (jezik: engleski)